# Haouich
Haouich  è un comune del Ciad situato nel dipartimento di Djourouf Al Ahmar, provincia di Ouaddaï.